# Elecciones estatales de Coahuila de 1999
Las elecciones estatales de Coahuila de 1999 se llevaron a cabo el domingo 26 de septiembre de 1999, y en ellas se renovaron los siguientes cargos de elección popular en el estado mexicano de Coahuila:
- Gobernador de Coahuila. Titular del Poder Ejecutivo del estado, electo para un periodo de seis años no reelegibles en ningún caso, el candidato electo fue Enrique Martínez y Martínez.
- 38 ayuntamientos. Compuestos por un Presidente Municipal y regidores, electos para un periodo de tres años no reelegibles para el periodo inmediato.
- 32 Diputados al Congreso del Estado. 20 Electos por mayoría relativa en cada uno de los Distrito Electorales y 12 electos por Representación Proporcional.

## Resultados electorales

### Gobernador
| Municipio                 | Martínez | García V. | García R. | González | Nulos | Total   |
| ------------------------- | -------- | --------- | --------- | -------- | ----- | ------- |
| Municipio                 |          |           |           |          | Nulos | Total   |
| Acuña                     | 14 075   | 5 367     | 285       | 2 799    | 736   | 23 262  |
| Cuatro Ciénegas           | 2 702    | 1 234     | 95        | 5        | 89    | 4 125   |
| Francisco I. Madero       | 9 302    | 5 747     | 622       | 1 497    | 823   | 17 991  |
| Frontera                  | 12 253   | 5 778     | 989       | 104      | 381   | 19 505  |
| Matamoros                 | 15 676   | 10 716    | 778       | 854      | 1 847 | 29 871  |
| Monclova                  | 31 451   | 21 624    | 95        | 462      | 1 328 | 54 960  |
| Múzquiz                   | 12 828   | 3 191     | 260       | 3 519    | 753   | 20 551  |
| Parras                    | 7 823    | 2 752     | 1 188     | 102      | 557   | 12 422  |
| Piedras Negras            | 25 177   | 7 102     | 287       | 300      | 794   | 33 660  |
| Ramos Arizpe              | 6 467    | 3 749     | 263       | 112      | 562   | 11 153  |
| Sabinas                   | 10 625   | 4 895     | 225       | 866      | 559   | 17 170  |
| Saltillo                  | 98 342   | 40 070    | 3 124     | 913      | 2 560 | 145 009 |
| San Juan de Sabinas       | 9 525    | 4 773     | 57        | 583      | 857   | 15 795  |
| San Pedro de las Colonias | 17 108   | 8 697     | 579       | 1 244    | 1 059 | 28 687  |
| Torreón                   | 84 400   | 81 277    | 1 771     | 1 085    | 2 492 | 171 025 |

### Ayuntamientos

#### San Juan Sabinas
|  | 49.43 % |

|  | 45.51 % |

|  | 4.62 % |

|  | 0.45 % |

|  | 94.94 % |

|  | 5.06 % |

#### Cuatrociénegas
|  | 32.94 % |

|  | 64.02 % |

|  | 3.04 % |

|  | 97.99 % |

|  | 2.01 % |

#### Castaños
|  | 48.60 % |

|  | 47.99 % |

|  | 1.66 % |

|  | 1.75 % |

|  | 98.04 % |

|  | 1.96 % |

#### Parras
|  | 51.03 % |

|  | 27.46 % |

|  | 21.51 % |

|  | 95.74 % |

|  | 4.26 % |

#### San Pedro de las Colonias
|  | 59.25 % |

|  | 33.59 % |

|  | 4.85 % |

|  | 2.31 % |

|  | 96.65 % |

|  | 3.35 % |

#### General Cepeda
|  | 54.75 % |

|  | 44.41 % |

|  | 0.84 % |

|  | 93.18 % |

|  | 6.82 % |

#### Sabinas
|  | 39.54 % |

|  | 52.85 % |

|  | 6.40 % |

|  | 1.21 % |

|  | 97.20 % |

|  | 2.80 % |

#### Arteaga
|  | 32.08 % |

|  | 62.90 % |

|  | 5.01 % |

|  | 91.56 % |

|  | 8.44 % |

#### Jiménez
|  | 70.21 % |

|  | 25.80 % |

|  | 3.99 % |

|  | 95.22 % |

|  | 4.78 % |

#### Acuña
|  | 42.65 % |

|  | 29.84 % |

|  | 25.76 % |

|  | 1.75 % |

|  | 97.40 % |

|  | 2.60 % |

#### Viesca
|  | 56.86 % |

|  | 39.21 % |

|  | 3.93 % |

|  | 96.49 % |

|  | 3.51 % |

#### Nadadores
|  | 21.23 % |

|  | 78.77 % |

|  | 97.85 % |

|  | 2.15 % |

#### Candela
|  | 32.04 % |

|  | 67.96 % |

|  | 97.93 % |

|  | 2.07 % |

#### Matamoros
|  | 30.55 % |

|  | 58.83 % |

|  | 10.62 % |

|  | 95.06 % |

|  | 4.94 % |

#### Abasolo
|  | 45.71 % |

|  | 54.29 % |

|  | 98.26 % |

|  | 1.74 % |

#### Allende
|  | 19.19 % |

|  | 73.89 % |

|  | 6.92 % |

|  | 97.99 % |

|  | 2.01 % |

#### Escobedo
|  | 76.09 % |

|  | 23.91 % |

|  | 96.89 % |

|  | 3.11 % |

#### Guerrero
|  | 100.00 % |

|  | 89.87 % |

|  | 10.13 % |

#### Hidalgo
|  | 100.00 % |

|  | 88.66 % |

|  | 11.34 % |

#### Juárez
|  | 43.40 % |

|  | 56.60 % |

|  | 98.93 % |

|  | 1.07 % |

#### Lamadrid
|  | 19.33 % |

|  | 45.43 % |

|  | 35.24 % |

|  | 98.46 % |

|  | 1.54 % |

#### Morelos
|  | 46.83 % |

|  | 53.17 % |

|  | 98.73 % |

|  | 1.27 % |

#### Nava
|  | 47.54 % |

|  | 47.33 % |

|  | 1.23 % |

|  | 3.89 % |

|  | 98.16 % |

|  | 1.84 % |

#### Ocampo
|  | 50.17 % |

|  | 49.83 % |

|  | 98.53 % |

|  | 1.47 % |

#### Progreso
|  | 45.37 % |

|  | 53.62 % |

|  | 1.01 % |

|  | 96.11 % |

|  | 3.89 % |

#### Sacramento
|  | 54.64 % |

|  | 45.36 % |

|  | 98.54 % |

|  | 1.46 % |

#### San Buenaventura
|  | 33.71 % |

|  | 66.29 % |

|  | 97.74 % |

|  | 2.26 % |

#### Sierra Mojada
|  | 74.79 % |

|  | 25.21 % |

|  | 97.40 % |

|  | 2.60 % |

#### Villa Unión
|  | 46.40 % |

|  | 53.60 % |

|  | 98.17 % |

|  | 1.83 % |

#### Zaragoza
|  | 47.82 % |

|  | 50.15 % |

|  | 2.02 % |

|  | 97.06 % |

|  | 2.94 % |

## Congreso del Estado

### Diputados
De acuerdo al documento "Alianza Coahuila 99" registrado por Partido Acción Nacional, Partido de la Revolución Democrática, Partido Verde Ecologista de México y el Partido del Trabajo ante el CEE el computo de votos a cada partido finalizaría así:
|  | 17.65 % |

|  | 57.79 % |

|  | 12.32 % |

|  | 1.52 % |

|  | 1.52 % |

|  | 5.79 % |

|  | 3.11 % |

|  | 96.74 % |

|  | 3.26 % |

#### 5.° distrito. Parras
|  | 66.27 % |

|  | 25.76 % |

|  | 7.97 % |

|  | 93.74 % |

|  | 6.26 % |

#### 6.° distrito. Matamoros
|  | 52.73 % |

|  | 24.05 % |

|  | 16.10 % |

|  | 7.13 % |

|  | 93.67 % |

|  | 6.33 % |

#### 11.° distrito. Torreón
|  | 57.04 % |

|  | 34.22 % |

|  | 4.49 % |

|  | 4.25 % |

|  | 96.33 % |

|  | 3.67 % |

#### 12.° distrito. Francisco I. Madero
|  | 56.76 % |

|  | 27.93 % |

|  | 10.62 % |

|  | 4.69 % |

|  | 96.39 % |

|  | 3.61 % |

#### 13.° distrito. San Pedro de las Colonias
|  | 59.44 % |

|  | 30.05 % |

|  | 8.34 % |

|  | 2.18 % |

|  | 96.27 % |

|  | 3.73 % |

#### 14.° distrito. Frontera
|  | 61.80 % |

|  | 31.64 % |

|  | 2.05 % |

|  | 4.51 % |

|  | 97.11 % |

|  | 2.89 % |

#### 17.° distrito. Sabinas
|  | 61.31 % |

|  | 20.83 % |

|  | 10.37 % |

|  | 7.49 % |

|  | 95.15 % |

|  | 4.85 % |

#### 18.° distrito. Muzquiz
|  | 56.12 % |

|  | 11.05 % |

|  | 30.76 % |

|  | 2.07 % |

|  | 94.97 % |

|  | 5.03 % |

#### 19.° distrito. Acuña
|  | 57.83 % |

|  | 26.23 % |

|  | 13.69 % |

|  | 2.26 % |

|  | 94.08 % |

|  | 5.92 % |

#### 20.° distrito. Piedras Negras
|  | 75.35 % |

|  | 19.72 % |

|  | 3.54 % |

|  | 1.38 % |

|  | 97.26 % |

|  | 2.74 % |

### Diputados Electos a la LV Legislatura
| Distrito        | Candidato electo                   |
| --------------- | ---------------------------------- |
| I               | Norma Violeta Davila Salinas       |
| II              | Fernando de las Fuentes Hernandez  |
| III             | Gerardo Garza Melo                 |
| IV              | Roxana Cuevas Flores               |
| V               | Ernesto Valdés Cepeda              |
| VI              | Sergio Felix Landeros              |
| VII             | Heriberto Ramos Salas              |
| VIII            | Laura Reyes Retana Ramos           |
| IX              | Enrique Sarmiento Alvarez          |
| X               | Jesus Vicente Flores Morfin        |
| XI              | Héctor Manuel Estrada Flores       |
| XII             | Jesús Zúñiga Romero                |
| XIII            | Jaime Martínez Cepeda              |
| XIV             | Juan Alejandro de Luna González    |
| XV              | Ricardo López Campos               |
| XVI             | Alfonso José Villarreal Martinez   |
| XVII            | Luis Alfonso Rodríguez Benavides   |
| XVIII           | Hector Guillermo Versen Celis      |
| XIX             | Miguel Ángel Lozano Arizpe         |
| XX              | Heriberto Fuentes Maciel           |
| Plurinominal 1  | Virgilio Maltos Long               |
| Plurinominal 2  | Luis Roberto Jimenez Gutierrez     |
| Plurinominal 3  | Elida Bautista Castañón            |
| Plurinominal 4  | Francisco Ibarra Ríos              |
| Plurinominal 5  | Alfredo Habib García               |
| Plurinominal 6  | Jose Luis Marquez Fernandez        |
| Plurinominal 7  | Hilaria Corpus Díaz                |
| Plurinominal 8  | Jesus María de las Fuentes Cabello |
| Plurinominal 9  | Jesús Manuel Pérez Valenzuela      |
| Plurinominal 10 | Francisco Jaime Acosta             |
| Plurinominal 11 | María Magdalena García Rosas       |
| Plurinominal 12 | Héctor Hernández Cortinas          |

## Legado
El candidato priista Enrique Martinez y Martinez se alzó con el triunfo en la contienda a gobernador por alto margen sobre el lagunero Juan Antonio García Villa del Partido Acción Nacional cuya campaña nunca logró los resultados deseados y ni siquiera pudo ganar en su bastión electoral Torreón. El PRI ganó 19 de 20 distritos lo que le daba el control del poder legislativo durante los próximos tres años. De las 38 alcaldías, el PRI ganaría 35 logrando recuperar la capital Saltillo y Torreón que estaban en manos del Partido Acción Nacional. 

## Nota
1. ↑  La candidata original del PCC a la gubernatura fue Patricia Torres.
2. ↑  La candidata original del PCC a la gubernatura fue Patricia Torres.